# منال عبد القوي
منال عبد القوي (ولدت: منال القوي) هي ممثلة تونسية. اشتهرت بدور مليكة في مسلسل صيد الريم كعاملة في مصنع للخياطة تتمنى الزواج للتخلص من الفقر و التعاسة.

## النشأة والمسيرة
ولدت منال بنت مبروك بن علي القوي في جربة. واسمها الفني هو منال عبد القوي.

## المواقف السياسية
أعلنت منال عبد القوي عن تأييدها للجبهة الشعبية.وهو حزب سياسي يساري يجمع اليسار القومي و الماركسي و الوطد

## أعمالها

### السينما
- 2010: النخيل الجريح ل عبد اللطيف بن عمار
- 2012: باب الفلة لمصلح كريم
- 2014: الزيارة لنوفل صاحب الطابع

### التلفزيون

#### المسلسلات
- 2001: الريحانة لحمادي عرافة: حميدة
- 2002: عطر الغضب لالحبيب المسلماني
- 2003: إخوة و زمان لحمادي عرافة: هاجر
- 2005: شرع الحب لحمادي عرافة : ناجية
- 2006: عزيزة ويونس في تونس للطفي البحري: مرجانة
- 2006: نواصي وعتب لعبد القادر الجربي: سعيدة
- 2008: صيد الريم لعلي منصور: ملكة
- 2009: نجوم الليل (الموسم 1) لمديح بالعيد
- 2010: دنيا لنعيم بن رحومة: مريم
- 2012: من أجل عيون كاترين لحمادي عرافة: راضية
- 2013: يوميات إمرأة لخليدة الشيباني: ريمة
- 2013: أولاد البلاد (سائق طائرة) لسليم بن حفصة
- 2014: سكول (الموسم 1) لزياد اليتيم ورانيا القابسي: مدام صحراوي، أستاذة الفلسفة
- 2014- 2017: نسيبتي العزيزة (ضيفة شرف الحلقتين 2 و 4 من الموسم ، الحلقتين 1 و 21 من الموسم 5 والحلقة 9 من الموسم 7) لصلاح الدين الصيد ويونس الفارحي: درة
- 2016: صحبة غير درجين لحمزة المسعودي
- 2016: بوليس حالة عادية لمجدي السميري

#### البرامج
- 2010: ڨداشنا لوچيك على قناة تونس 7 : دوبلاج
- 2013: كافيه تياترو على تلفزة تونس 1 : مقدمة برامج

2014: تاكسي 2 (الحلقة 23) على قناة نسمة
- 2018: القفة على قناة الحوار التونسي : مقدمة البرنامج مع جميلة بالي ومها شطورو

#### الفيديوهات
- 2013: ماتضربنيش، حملة توعوية لفائدة الشرطة

### المسرح
- 2009: العين في العين، الإخراج المسرحي لنبيل ميهوب
- 2011: موزاييك، الإخراج المسرحي لزهير الرايس
- 2012: توامة، نصّ أحمد عامر والإخراج المسرحي لمحمد أحمد كشو
- 2015: شريفة وعفيفة، الإخراج المسرحي لمحمد منير العرقي، بمشاركة حنان الشقراني
- 2015: ظلموني حبايبي، الإخراج المسرحي لعبد العزيز المحرزي
- 2015: زواج عشر سنوات، نص عليل ڥاردار والإخراج المسرحي لسامي منتصر
- 2017: المخفوڨة بنت بوها لمنال عبد القوي

## وصلات خارجية
- منال عبد القوي على موقع IMDb (الإنجليزية)
- منال عبد القوي على موقع قاعدة بيانات الأفلام العربية